# Kaštanozem
Kaštanozem je půda suchých stepí, subtropických oblastí a Středomoří. Tyto půdy jsou blízce příbuzné černozemím, od kterých se odlišují mělčeji vyvinutým svrchním (A) horizontem půdy světlejší barvy, od té je odvozen i jejich název, a půdní profil vykazuje výraznější akumulaci sekundárních karbonátů. Nejvhodnějšími substráty pro vznik kaštanozemí jsou spraše a jim podobné sedimenty. 
Kaštanozemě jsou potenciálně velmi úrodné půdy, pro vyšší výnosy však vyžadují zavlažování, při kterém bývají náchylné k sekundárnímu zasolení.
V Českém klasifikačním systému není tento půdní typ rozlišen.